# Frontera entre Andorra y Francia

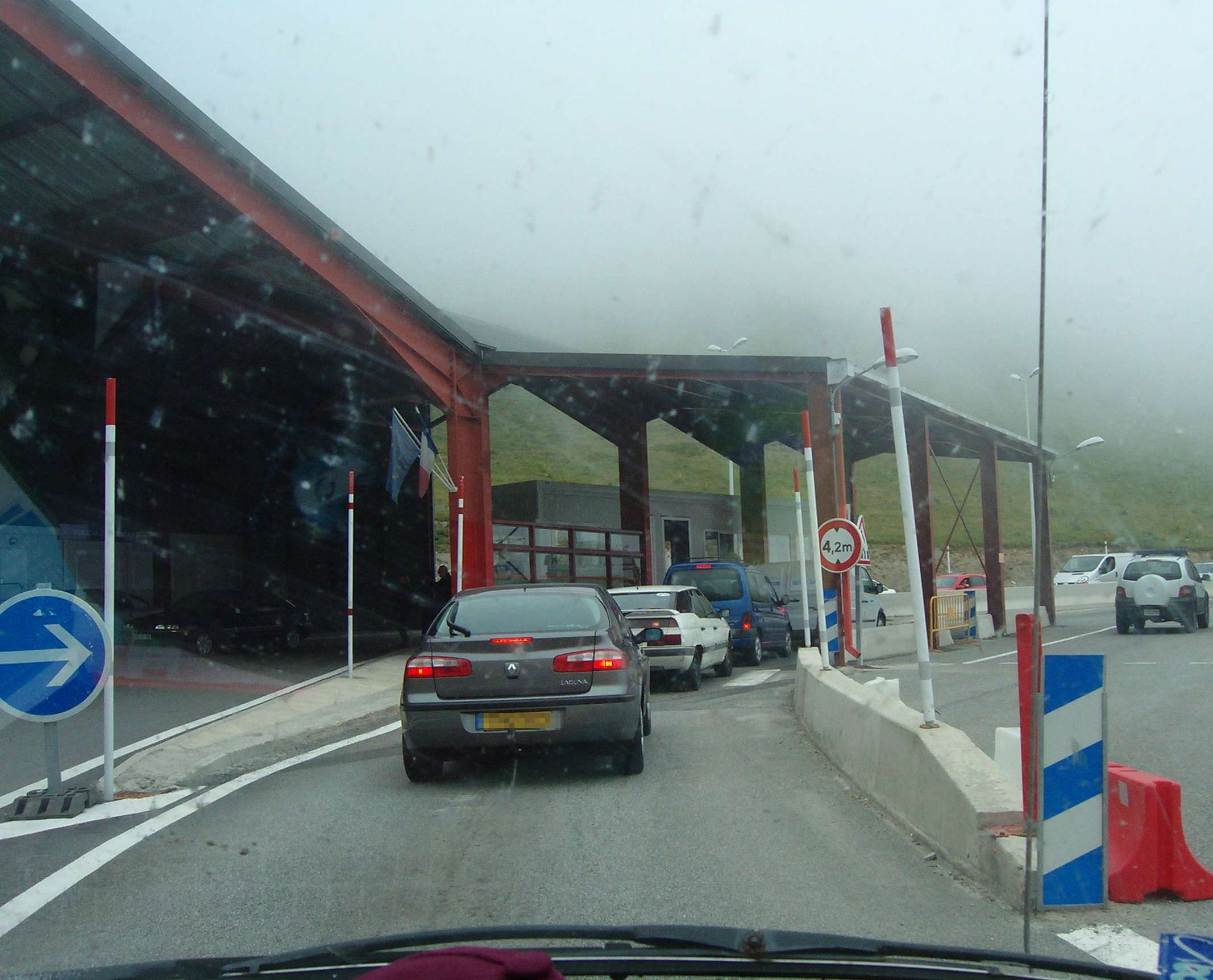
Paso fronterizo entre Francia y Andorra.

La frontera entre Andorra y Francia es el límite internacional que separa Andorra y Francia. Se extiende sobre 57 km, al sur de Francia (departamentos de Ariège y de Pirineos Orientales) y al norte y noreste de Andorra.
Es la tercera más pequeña frontera terrestre de Francia, después de la frontera con Mónaco y la frontera con Países Bajos (sobre la isla de San Martín).

## Características

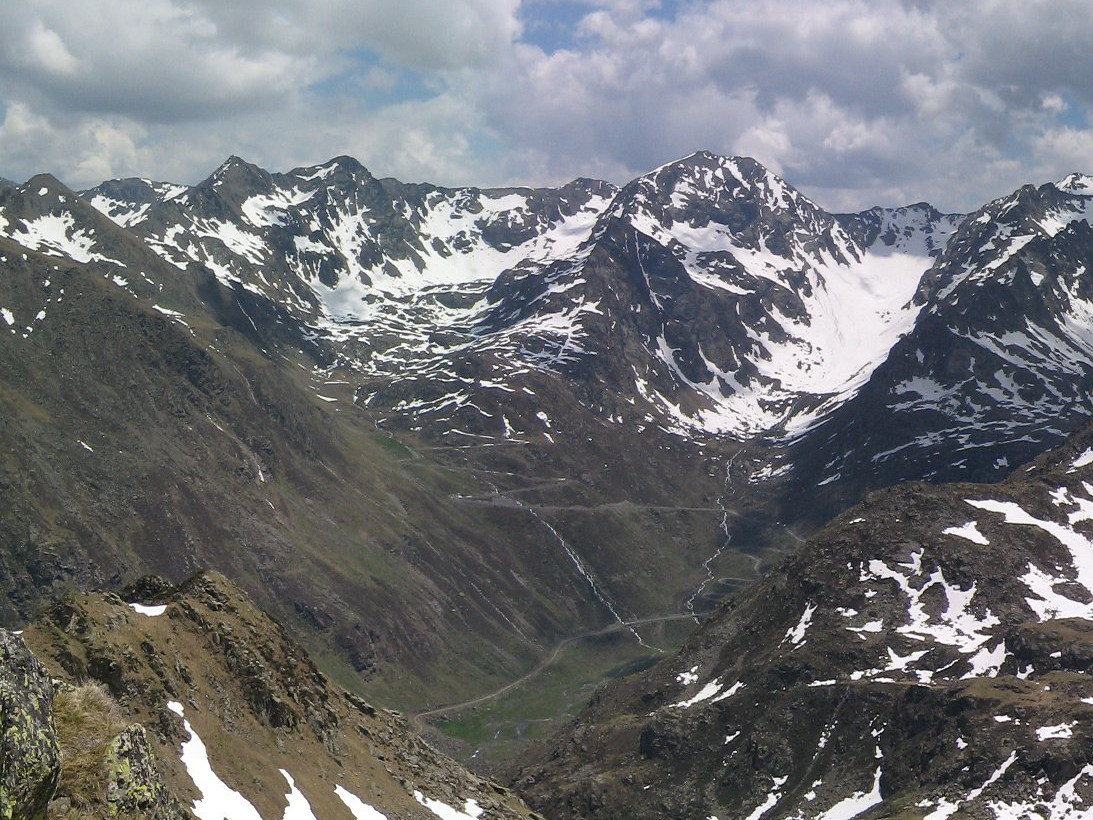
Fondo del Valle de Vicdessos.

Inicia al oeste en el trifinio occidental Andorra-España Francia, ubicado en el pico de Médécourbe (42° 36′ 13″ N, 1° 26′ 33″ E). Sigue luego en dirección general hacia el noreste, después al sudeste hasta el punto triple oriental Andorra-España-Francia (42° 30′ 09″ N, 1° 43′ 33″ E).
En su mayor parte, desde el pico de Médécourbe hasta el pico de la Cabanetta, la frontera sigue la línea de reparto de las aguas entre la Valira, tributario de la cuenca del Ebro (Mediterráneo) y el Ariège, tributario de la cuenca del Garona (océano Atlántico), después se aleja, baja por el Ariège (que sirve entonces de frontera durante algunos kilómetros) y encuentra la línea divisoria de las aguas cerca al pico Negro de Envalira, muy cerca del trifinio oriental. Una pequeña parte, la Solana, se encuentra pues sobre la vertiente norte de los Pirineos, en el valle alto del Ariège.
Existen solo dos puntos de paso entre ambos países, ubicados a más de 2000 metros de altitud y contiguos : uno por el pueblo del Pas de la Casa y el otro en el Puerto de Envalira, uno a 500 m más al norte por la entrada del túnel de Envalira que permite evitar el pueblo y el puerto. No hay puntos de paso ferroviario.
Hasta en 2012, la frontera franco-andorrana era esencialmente consensuada, lo que significa que ningún tratado internacional no había fijado su trazado (por lo tanto no hay delimitación).

## Modificaciones recientes
En 2001, un tratado bilateral entre Francia y Andorra llevó a rectificar la frontera. Este estipuló el intercambio de dos parcelas de territorio de superficies iguales de 15 925 m² cada una. La operación permitió que Andorra pudiera construir, sobre la parcela cedida, el viaducto que tiene que conectar el túnel de Envalira a la RN 22.
El municipio francés de Porta, en los Pirineos Orientales, ribereña de la frontera, ha atacado este decreto ante el Consejo de Estado alegando como motivo que el Estado tiene una obligación constitucional de consultar con los municipios fronterizos cuando se está procediendo a una modificación de ésta. En una decisión importante en el derecho administrativo francés, el Consejo de Estado rechazó el recurso de anulación del decreto por varios motivos, por un lado que examinar la Constitución de la ley que ha ratificado el tratado que modifica la frontera, no es  de su competencia; y que no pertenece  más a la jurisdicción administrativa que es de pronunciarse sobre lo pertinente a los estipulados de un compromiso internacional o sobre su validez a la vista de otros compromisos internacionales suscritos por Francia.
El 6 de marzo de 2012, un tratado bilateral firmado entre Francia y Andorra arregló oficialmente el trazado de la frontera. El texto de ley que valida este texto es adoptado definitivamente en junio de 2015 y entró en vigor el 1 de enero de 2016.

## Entidades que bordean la frontera
De occidente a oriente:
Lado francés, 9 comunas: 
- 7 de Ariège : Auzat, Lercoul, Siguer, Gestiès, Aston, Mérens-les-Vals, L'Hospitalet-près-l'Andorre ;
- 2 de Pirineos Orientales : Porté-Puymorens, Porta.

Lado andorrano, 4 parroquias : 
- La Massana, Ordino, Canillo y Encamp.